# Anisocitose
Anisocitose é um termo utilizado na Hematologia que significa dessemelhança do tamanho de algumas células, principalmente nos glóbulos vermelhos do sangue, ou seja, a existência de eritrócitos de tamanhos diferentes numa mesma amostra de sangue observadas em um esfregaço sanguíneo. O significado vem da origem da palavra, anisos (desigual) + kytos (célula) + ose (aumento). A anisocitose pode ser caracterizada como discreta, moderada ou acentuada. É característico da maioria das anemias; quando ocorre em grau significativo, habitualmente estarão presentes tanto macrócitos e/ou micrócitos. É importante para o clínico que na avaliação do paciente esteja relatado no laudo a predominância da forma de anisocitose. Essa anomalia na hemácia é decorrente de vários fatores além da anemia comum, também pode ser devido ao abuso de álcoo, anemia por deficiência de ácido fólico, anemia hemolítica, anemia ferropriva, anemia perniciosa, anemia falciforme ou por substâncias químicas conhecidas por eritropoetina. O exame utilizado para medir a Anisocitose é o RDW (Red Cell Distribution Width)

## Macrocitose
São células maiores que as normais. Constitui da elevação do VCM acima de 98 (ou 100) fL. A macrocitose só é notada quando há uma população normocítica ou microcítica concomitante; ou quando o VCM estiver acima de 110 fL. Os macrócitos podem ter contorno oval ou arredondado, tendo significado diferente nas duas situações. A macrocitose ocorre associada á reticulocitose, em fumantes, na deficiência de vitamina B12, e folatos e em casos de demanda de nutrientes como na gravidez.

## Microcitose
São células menores que as normais. A microcitose representa uma evidência morfológica de uma capacidade diminuída dos precursores das hemácias de produção de hemoglobina. Isto pode resultar de ferro insuficiente como na anemia ferropriva; através de defeitos genéticos hereditários como nas síndromes talassêmicas. Desta forma a microcitose pode ser encontrada quando o VCM se encontra abaixo de 80 fL; porém, ela só é notada ao microscópio quando está abaixo de 70 fL, ou quando há uma população normocítica ou macrocítica contrastante. Normalmente são hipocrômicas.

## Anemias: valores VCM
Normocíticas 80 – 100 fL
Microcíticas < 80 fL
Macrocíticas > 100 fL

## RDW
RDW (Red Cell Distribution Width) é definido como um índice o qual indica a diferença entre o tamanho dos glóbulos vermelhos, representando a percentagem dos valores obtidos. Quando este índice é elevado, indica a existência de muitas hemácias de tamanhos diferentes a circular. É comum um RDW elevado quando existe a carência de ferro, onde a falta deste impede a formação da hemoglobina ocasionando à formação de uma hemácia de tamanho reduzido. Este índice ajuda a diferenciar a anemia ferropriva da talassemia, ambas têm um volume corpuscular médio (VCM = média do volume das hemácias), porém a talassemia apresenta um RDW normal e a anemia ferropriva tem um RDW alterado.
Os valores normais do RDW situam-se entre os 11,5% e 14,5%.
Os valores normais do VCM situam-se entre os 80 e os 100 fl.

## Tratamento
Para o tratamento da anisocitose é preciso tratar a patologia que a originou. Por exemplo, se a razão dessas hemácias desreguladas for uma anemia, será necessário identificar o grau da anemia e então tratar com medicamentos adequados ou alimentação de acordo com orientações médicas. Cada doença que tem a anisocitose como sintoma terá o seu tratamento específico.